# Supercoppa italiana 2010
La Supercoppa italiana 2010, denominata Supercoppa TIM per ragioni di sponsorizzazione, è stata la 23ª edizione della competizione disputata il 21 agosto 2010 allo stadio Giuseppe Meazza di Milano (solo per quest'anno si ritorna alla vecchia regola che la Supercoppa si disputa nello stadio della squadra campione d'Italia, per poi ritornare a giocare in campi neutri, il maggior numero delle volte all'estero, gli anni successivi). La sfida è stata disputata tra l'Inter, vincitrice della Serie A 2009-2010 e detentrice della Coppa Italia 2009-2010, e la Roma, finalista di quest'ultima.
A conquistare il titolo furono i nerazzurri, che sconfissero in rimonta 3-1 i giallorossi. Da segnalare il clamoroso errore difensivo di Vucinic che consentì alla fine del primo tempo a Pandev di pareggiare il gol romanista di Riise; nella ripresa una doppietta di Eto'o consentì a Rafael Benítez di vincere il suo primo trofeo in Italia.

## Partecipanti
| Squadre | Qualificazione                                                   | Partecipazioni precedenti (il grassetto indica la vittoria) |
| ------- | ---------------------------------------------------------------- | ----------------------------------------------------------- |
| Inter   | Vincitore della Serie A 2009-2010 e della Coppa Italia 2009-2010 | 7 (1989, 2000, 2005, 2006, 2007, 2008, 2009)                |
| Roma    | Finalista perdente della Coppa Italia 2009-2010                  | 5 (1991, 2001, 2006, 2007, 2008)                            |

## Tabellino
| Arbitro: | Bergonzi (Genova) |

|                           |           |           |
| Pandev 41’ Eto'o 70’, 80’ | Marcatori | 21’ Riise |

| Inter | Roma |

### Formazioni
| Inter           |    |                    |       |       |
|                 |    |                    |       |       |
| P               | 1  | Júlio César        |       |       |
| D               | 13 | Maicon             |       |       |
| D               | 6  | Lúcio              |       |       |
| D               | 25 | Walter Samuel      | 90+4’ |       |
| D               | 26 | Cristian Chivu     |       |       |
| C               | 4  | Javier Zanetti (c) |       | 45+1’ |
| C               | 19 | Esteban Cambiasso  | 62’   |       |
| C               | 9  | Samuel Eto'o       |       |       |
| C               | 10 | Wesley Sneijder    |       | 88’   |
| C               | 27 | Goran Pandev       |       | 79’   |
| A               | 22 | Diego Milito       |       |       |
| A disposizione: |    |                    |       |       |
| P               | 12 | Luca Castellazzi   |       |       |
| D               | 2  | Iván Córdoba       |       |       |
| D               | 23 | Marco Materazzi    |       | 88’   |
| C               | 5  | Dejan Stanković    |       | 45+1’ |
| C               | 17 | McDonald Mariga    |       | 79’   |
| A               | 29 | Philippe Coutinho  |       |       |
| A               | 88 | Jonathan Biabiany  |       |       |
| Allenatore:     |    |                    |       |       |
| Rafael Benítez  |    |                    |       |       |

| Roma            |    |                     |       |     |
|                 |    |                     |       |     |
| P               | 1  | Bogdan Lobonț       |       |     |
| D               | 77 | Marco Cassetti      |       |     |
| D               | 5  | Philippe Mexès      | 90+2’ |     |
| D               | 4  | Juan                |       |     |
| D               | 17 | John Arne Riise     |       |     |
| C               | 16 | Daniele De Rossi    |       |     |
| C               | 7  | David Pizarro       |       | 54’ |
| C               | 20 | Simone Perrotta     | 26’   |     |
| A               | 10 | Francesco Totti (c) |       |     |
| A               | 9  | Mirko Vučinić       |       | 67’ |
| A               | 94 | Jérémy Ménez        |       | 83’ |
| A disposizione: |    |                     |       |     |
| P               | 32 | Doni                |       |     |
| D               | 25 | Guillermo Burdisso  |       |     |
| D               | 87 | Aleandro Rosi       |       |     |
| C               | 11 | Rodrigo Taddei      |       | 54’ |
| C               | 33 | Matteo Brighi       |       |     |
| A               | 8  | Adriano             |       | 67’ |
| A               | 89 | Stefano Okaka       | 85’   | 83’ |
| Allenatore:     |    |                     |       |     |
| Claudio Ranieri |    |                     |       |     |